# Tichon (Vasilevskij)
Tichon (světským jménem: Nikolaj Pavlovič Vasilevskij; 13. května 1867, Poltava – 17. července 1926, Voroněž) byl ruský pravoslavný duchovní, osobnost renovacionismu, metropolita voroněžský a do roku 1922 biskup Ruské pravoslavné církve.

## Život
Narodil se 13. května 1867 v Poltavě jako syn psalomščika.
Roku 1881 dokončil Poltavské duchovní učiliště a nastoupil do Poltavské duchovního semináře. Poté odešel do Kyjevského duchovního semináře a následně na Kyjevskou duchovní akademii, kterou dokončil roku 1891 s titulem kandidáta bohosloví.
Dne 27. září 1891 se stal inspektorem tříd Ladinské eparchiální ženské školy poltavské eparchie. Dne 4. září 1892 se stal přednášejícím na Chersonském duchovním učilišti. Dne 15. července 1893 byl jmenován učitelem Poltavského duchovního učiliště.
Dne 28. června 1895 byl postřižen na monacha se jménem Tichon. Dne 9. července byl rukopoložen na hierodiakona a 17. července na jeromonacha.
Stal se inspektorem Tomského duchovního semináře. Roku 1897 byl jmenován inspektorem a od roku 1898 rektorem Minského duchovního semináře. Byl povýšen na archimandritu.
Dne 3. května 1903 byl ruským carem schválen dekret Nejsvětějšího synodu o jeho jmenování na post biskupem baltským a vikarijním biskupem podolské eparchie. Dne 26. května proběhla v soboru v Kamenci Podolském jeho biskupská chirotonie.
Dne 16. června 1905 byl ustanoven biskupem kostromským a galičským.
Dne 21. února 1913 byl při příležitosti 300. let Romanovců na ruském trůně povýšen na arcibiskupa.
Dne 11. července 1914 byl jmenován arcibiskupem kurským a obojanským.
Dne 15. května 1917 byl Nejsvětějším synodem odvolán z funkce v Kursku a poslán na odpočinek do Kyjevskopečerské lávry.
Dne 2. září 1917 byl jmenován správcem a představeným Trojického Makarjev monastýru v tverské eparchii. Dne 22. září opustil lavru a odešel do jmenovaného místa.
Dne 9. února 1918 byl ustanoven vikarijním biskupem simbirské eparchie s titulem biskupa alatyrského. Stal se nástupcem biskupa Nazarije (Andrejeva), který byl jmenován na jenisejskou katedru. Stejně jako biskup Nazarij řídil celou eparchií místo arcibiskupa Veniamina (Muratovského), který byl v Moskvě na Místním soboru Ruské pravoslavné církve. Arcibiskup Veniamin se do své eparchie nevrátil a uprchl na Sibiř s armádou admirála Alexandra Vasiljeviče Kolčaka.
Dne 26. července 1920 byl jmenován arcibiskupem voroněžským a zadonským.
V srpnu 1921 v souvislosti neúrody a hladomoru vyvolaného bolševickou vládou navrhl arcibiskup Tichon vybírání darů. Vybírání darů začalo 29. srpna 1921.
V souvislosti odklonění od církevní jednoty zvýšil arcibiskup Tichon počet vikarijnich biskupů a to ve Valujkách, v Bobrově a Zadonsku. Chirotonie biskupa valujského a zadonského Tichona (Bolchovitinova) a Ioannikije (Čekanovského) proběhla v blagověšcenském soboru monastýru Mitrofanov ve Voroněži.
V druhé polovině roku 1922 odešla část duchovenské v čele s arcibiskupem Tichonem k renovacionistům. Biskup ostrogožský a vikarijní biskup voroněžské eparchie Vladimir (Šimkovič) zůstal v jurisdikci moskevského patriarchátu.
V únoru 1923 byl renovačím synodem jmenován metropolitou kyjevským.
O šest měsíců později se vrátil zpět do renovační voroněžské eparchie, které opustil jeho nástupce Pjotr (Sergejev).
Roku 1924 se podílel na dopisu adresovaném konstantinopolskému patriarchovi Grigoriovi VII.
Roku 1925 se zúčastnil Místního renovačního soboru v Moskvě.
V létě 1926 při setkání s arcibiskupem Petrem (Zverem) odmítl své pokání a návrat do lůna moskevského patriarchátu.
Zemřel 17. července 1926 ve Voroněži a byl pohřben v soboru Zvěstování v monastýru Mitrofanov (nedochován).